# Стејтлајн (Невада)
Стејтлајн (енгл. Stateline) насељено је место без административног статуса у америчкој савезној држави Невада.

## Демографија
По попису из 2010. године број становника је 842, што је 373 (-30,7%) становника мање него 2000. године.
| Група             | 2000.       | 2010.       |
| Белци             | 712 (58,6%) | 479 (56,9%) |
| Афроамериканци    | 15 (1,2%)   | 20 (2,4%)   |
| Азијати           | 99 (8,1%)   | 45 (5,3%)   |
| Хиспаноамериканци | 352 (29,0%) | 277 (32,9%) |
| Укупно            | 1.215       | 842         |